# Горњи Орловци
Горњи Орловци су насељено мјесто у граду Приједор, Република Српска, БиХ. Према попису становништва из 1991. у насељу је живјело 456 становника.

## Географија
Ово мјесто удаљено је од Приједора четири километра и смјештено је уз магистрални пут Приједор- Бања Лука.

## Историја
25. јуна 1941. у овом селу је одржано партијско савјетовање чланова КПЈ о подизању устанка на Козари и у самој Крајини. На савјетовању су учествовали Др. Младен Стојановић, Осман Карабеговић, Јосип Мажар Шоша и други.

## Становништво
Након рата у ово мјесто доселио се и један број избјеглог и расељеног српског становништва са подручја Западне Крајине.
| Демографија | Демографија | Демографија |
| Година      | Становника  | Становника  |
| ----------- | ----------- | ----------- |
| 1961.       | 374         |             |
| 1971.       | 365         |             |
| 1981.       | 430         |             |
| 1991.       | 456         |             |